# Allie
Laura Guilmette (London 3 de setembro de 1987) é uma lutadora profissional canadense que atualmente trabalha para a All Elite Wrestling sob o nome de ringue Allie. Ela também é conhecida por trabalhar para a  Impact Wrestling, Great Canadian Wrestling, NCW Femmes Fatales, Shimmer Womens Athletes, Shine Wrestling, Women Superstars Uncensored (WSU) e Combat Zone Wrestling (CZW).

## Carreira na luta livre profissional

### Início de carreira
Em seu aniversário de dezoito anos, Dennis inscreveu para começar a treinar no Squared Circle Training centre  com sede em Toronto, Ontário, com Rob Etcheverria. Ela começou a lutar sob o nome Cherry Bomb. Mais tarde, ela treinou com Derek Wylde. Ela estreou em Maio de 2005, em Oshawa, Ontário.

### Shimmer Women Athletes (2008-2016)

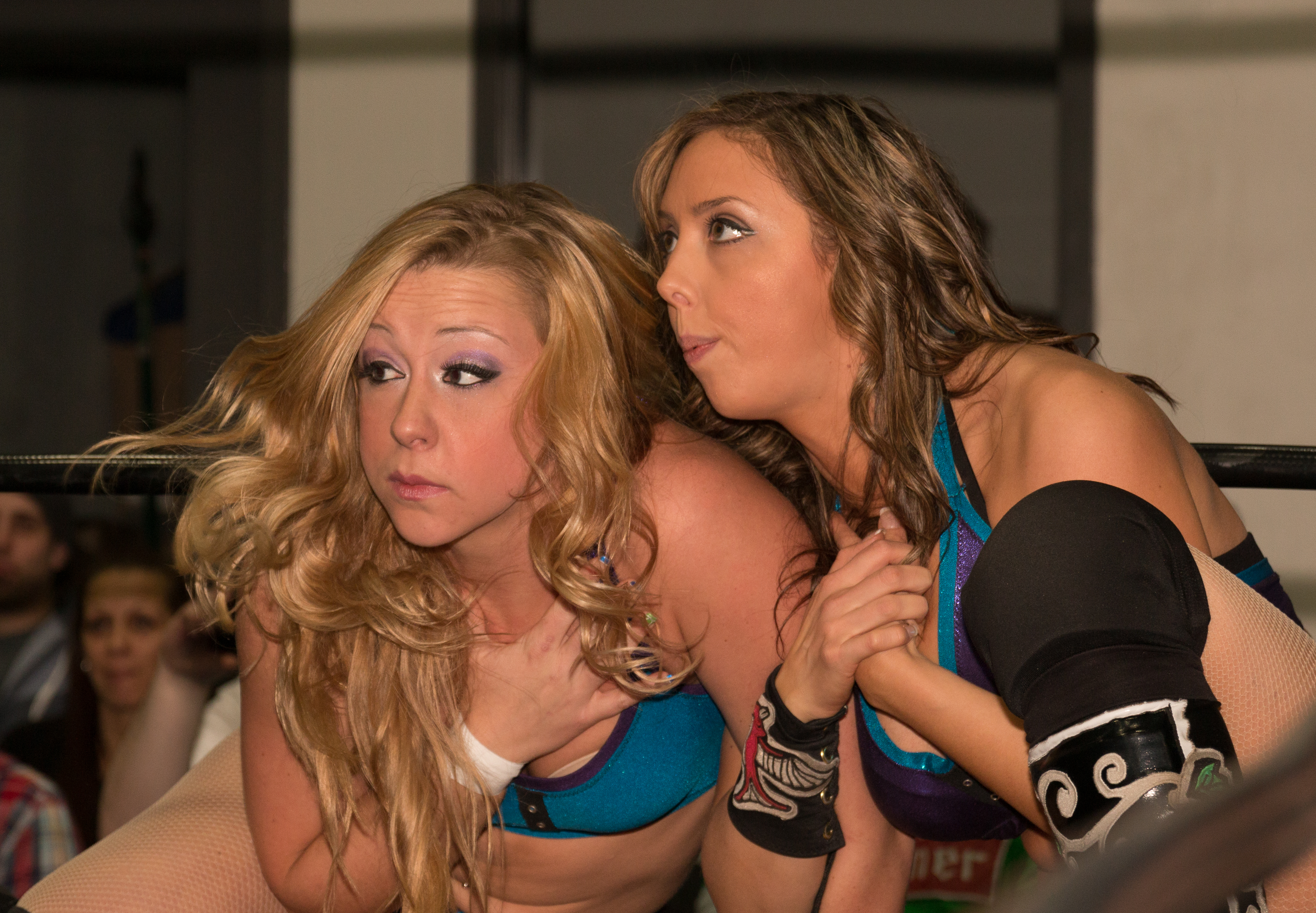
The Kinger Bombs: Kimber Lee, à esquerda, e Cherry Bomb em 2014

Cherry Bomb fez sua primeira luta para a Shimmer Mulheres Atletas como parte da SPARKLE Division, onde perdeu a luta para Melanie Cruise em 19 de outubro de 2008. Mais tarde, ela formou uma dupla com Kimber Lee na Shimmer, chamada Team Combat Zone, antes de ser renomeada para The Kimber Bombs. Em outubro de 2013, a Kimber, Bombs, sem sucesso, desafiou a dupla 3G (Kellie Skater e Tomoka Nakagawa) pelo Shimmer Tag Team Championship. Ao Longo de 2014, a The Kimber, Bombs continuava competindo na divisão tag team da Shimmer contra equipes, como Leva Bates e Veda Scott, Ray e Leon, Bambi Hall, e KC Cassidy, e The Buddy System (Heidi Lovelace e Solo Darling). Em 11 de abril de 2015, a The Kimber Bombs derrotou a 3G para conquistar o Shimmer Tag Team Championship. Elas perderam o título para Evie e Heidi Lovelace em 26 de junho de 2016.

### Outras promoções (2010–presente)

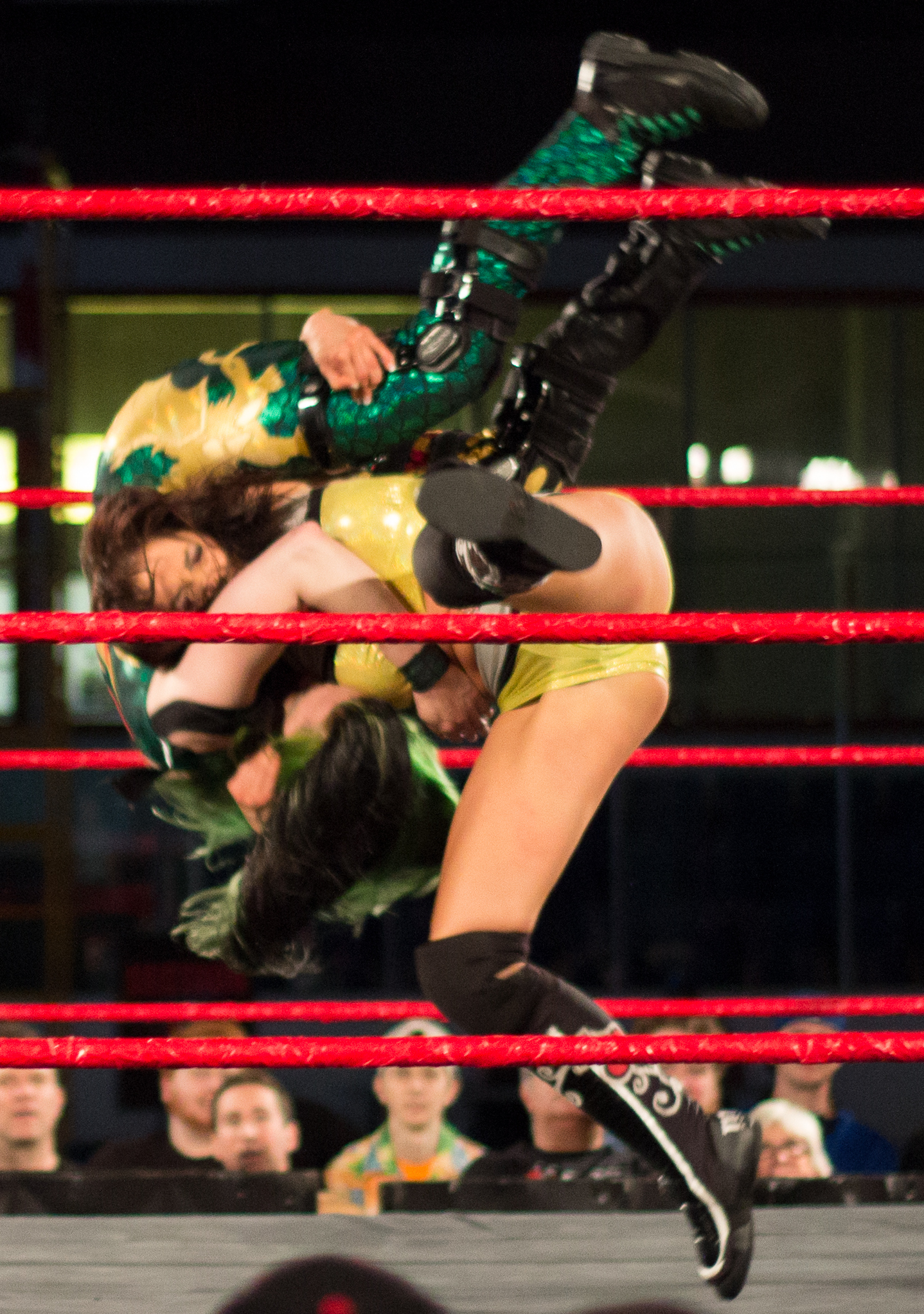
Cherry Bomb aplicando um Death Valley driver em MsChif durante um show da Ring of Honor em Maio de 2013

Em junho de 2010, Cherry Bomb estreou pela Women Superstars Uncensured (WSU), onde perdeu para Daizee Haze. Ela ganhou o WSU Championship em 9 de Maio de 2015, ao derrotar a atual campeã LuFisto.
Dennis foi convidada para uma try-out match com a World Wrestling Entertainment (WWE) no episódio de 17 de Maio de 2010 do Raw, e ela apareceu em um segmento com Goldust durante o show. Em Março de 2011, Dennis participou de um try-out na Florida Championship Wrestling, território de desenvolvimento da WWE na época.
Em 2013, o Cherry Bomb começou a lutar para a Ring of Honor, ela apareceu nas gravações do Ring of Honor Wrestling em 3 de Março e 5 de abril. Em sua estreia pela empresa, ela perdeu em uma luta four-way contra MsChif, Athena, e Scarlett Bordeaux. Ela ganhou seu segundo combate, uma luta individual contra MsChif em Maio.
Sob o nome de ringue "Allie", foi anunciado que ela iria fazer sua estreia na promoção Asistencia Asesoría y Administración, fazendo uma participação na Lucha Libre World Cup Women's Division Tournament em 2016. Ela faria parte da equipe do Canadá, ao lado das canadense KC Spinelli, e a AAA Reina de Reinas Champion na época, Taya.

### Total Nonstop Action Wrestling / Impact Wrestling (2013, 2015, 2016-presente)

#### Primeiras aparições (2013-2015)
Dennis fez sua primeira aparição na TNA no ano de 2013 na edição do dia dia 5 de dezembro do Impact Wrestling, perdendo para a Gail Kim.
Dois anos mais tarde, em 2015, Dennis apareceu pela TNA novamente sob o seu nome real no dia 14 de fevereiro, no One Night Only: Knockouts Knockdown 2015 em uma luta contra a Gail Kim, onde acabou sendo derrotada novamente. Dennis voltou para a TNA em 24 de abril, na edição especial do Impact Wrestling chamado TKO: Night of Knockouts, onde venceu Jade, mas perdeu por desqualificação.

#### (2016–presente)
Em 23 de Março de 2016, foi anunciado que Dennis tinha assinado um contrato com a TNA, com um novo ring-name denominado Allie.

## Vida pessoal

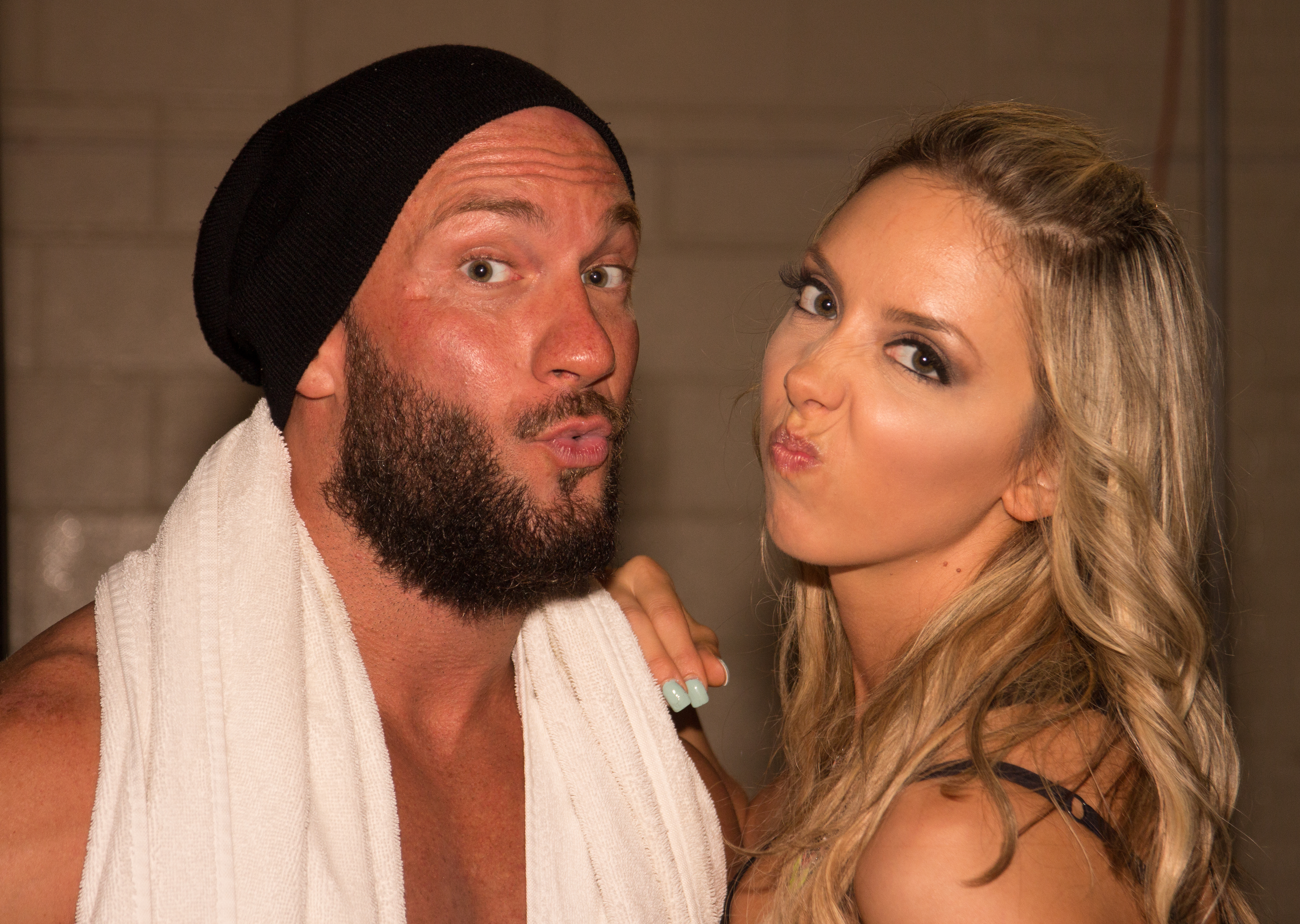
Allie com Braxton Sutter, em 2016

Em 21 de setembro de 2013, Dennis se casou com o lutador profissional Jesse Guilmette, mais conhecido como Braxton Sutter.

## No wrestling

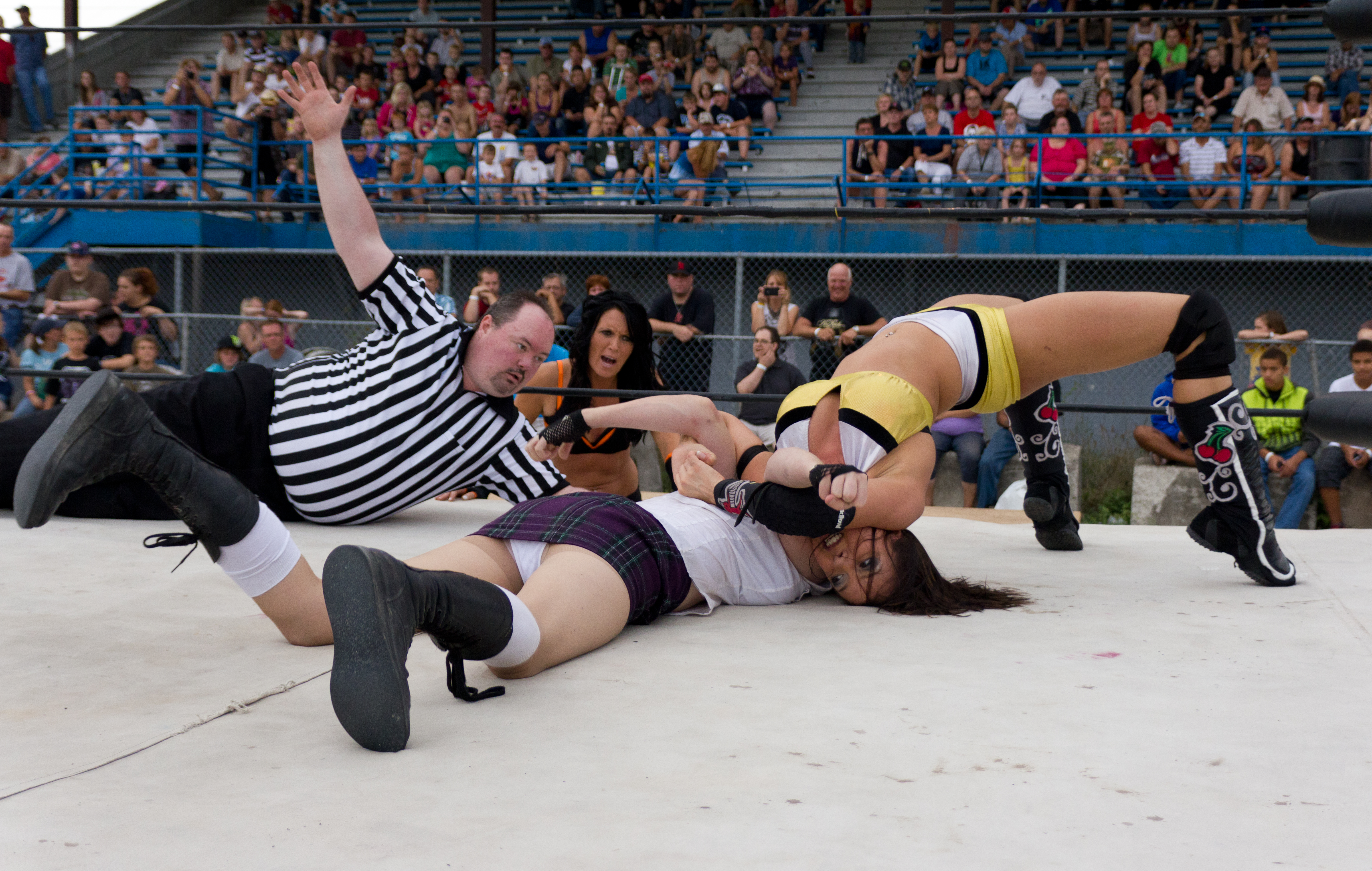
Cherry Bomb aplicando um Anger as Beauty

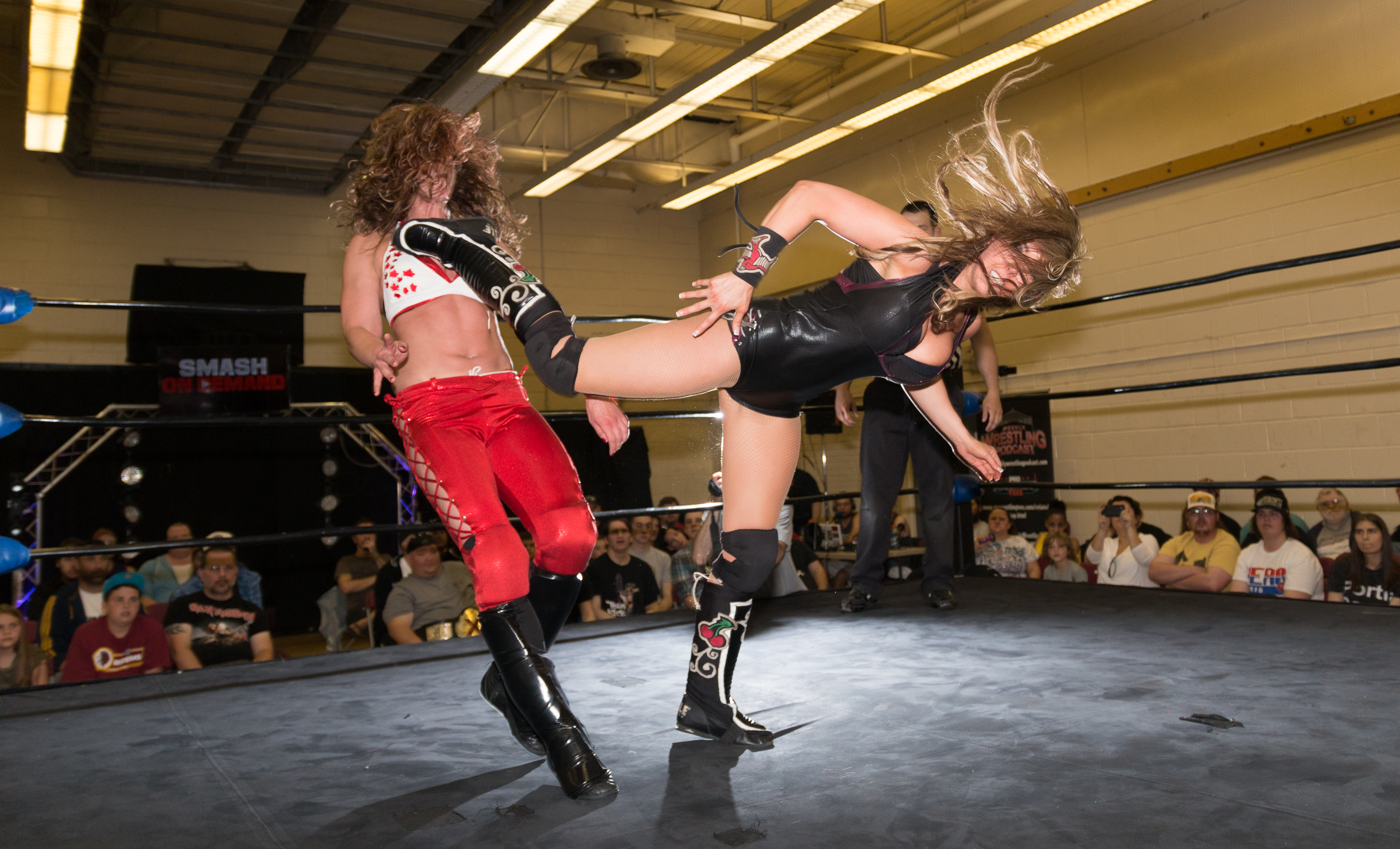
Cherry Bomb aplicando um BSE – Best Superkick Ever em Danyah

- Movimentos de finalização
  - Cherry Bomb / Allie
    - Anger as Beauty[27] (Bridging double chickenwing)
    - BSE – Best Superkick Ever (Superkick)[28][29]
    - Cherry Popper / Allie Popper (Sitout facebuster)
    - Inverted reverse DDT – (2016–presente)
- Movimentos secundários
  - Cherry Bomb / Allie
    - Cherry / Allie Choke (Top rope chokehold)[30]
    - Death Valley driver
    - Diving crossbody
    - Dropkick
    - Thesz press[6]
    - Tilt-a-whirl headscissors takedown
    - Sitout jawbreaker
- Managers
  - Jake O'Reilly
  - Pepper Parks / Braxton Sutter[31]
  - Maria
  - Laurel Van Ness
  - Sienna
- Temas de entradas
  - "Cherry Bomb" por The Runaways Circuito independente; 2007 – 2009)
  - "Bad Reputation" por Joan Jett (Circuito independente; 2010 – 2015)
  - "Radioactive" por Imagine Dragons (CZW; 8 de setembro de 2012 – 1 de abril de 2016; Circuito independente; 2013 – presente)[32]
  - "Poison" por Bell Biv Devoe (Shimmer / Shine / Circuito independente; 2013 – 12 de novembro de 2016; usada como membro da The Kimber Bombs)
  - "Back to School" (Instrumental) por Christy Hemme (TNA; 14 de fevereiro de 2015, 4 de agosto de 2016 – presente)

## Títulos e prêmios
- Classic Championship Wrestling
  - CCW women's Championship (2 vezes)
- Great Canadian Wrestling
  - W. I. L. D. Champion (1 vez)[33]
- Pro Wrestling Illustrated

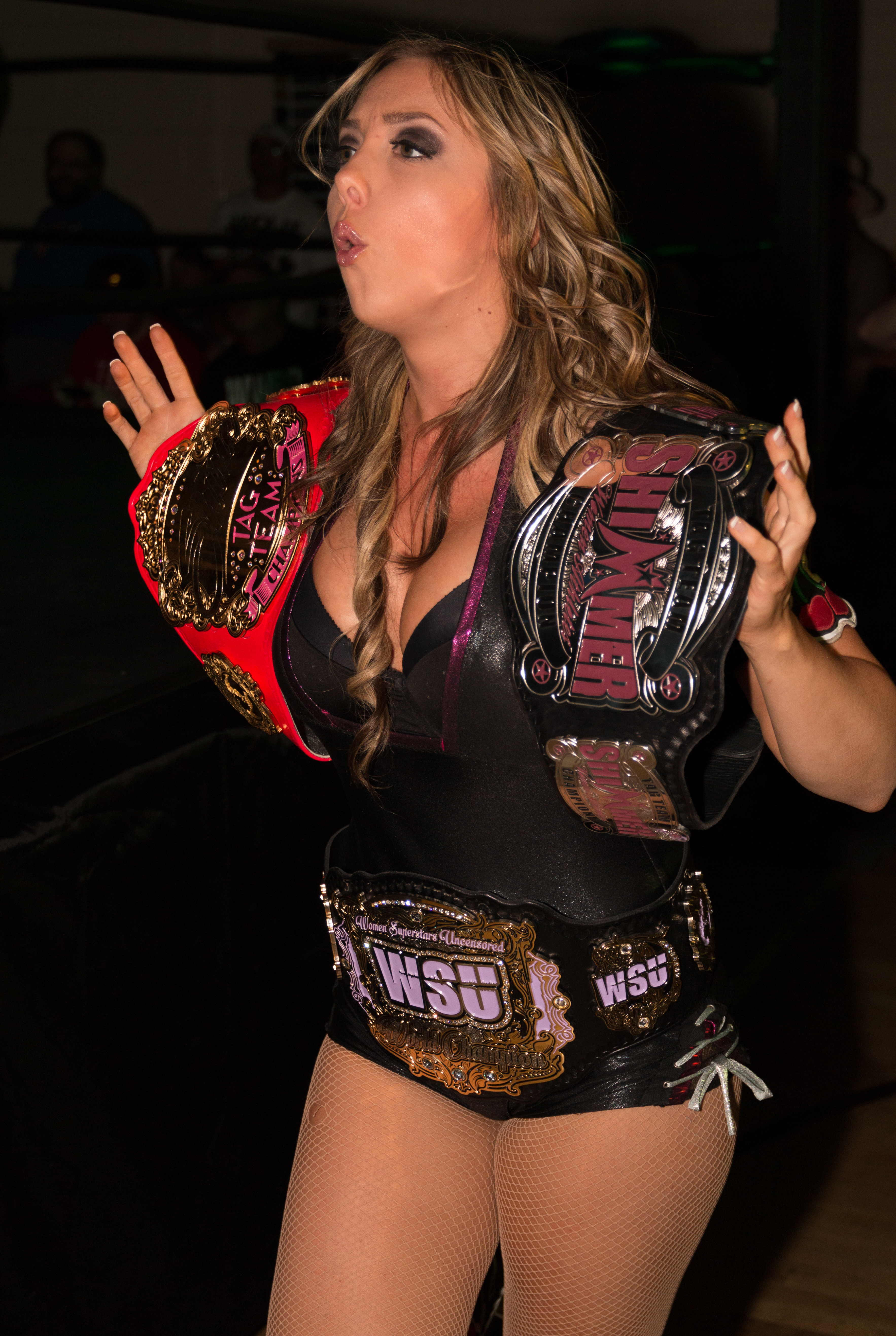
Cherry Bomb com o WSU Championship sobre sua cintura, o Shimmer Tag Team Championship sobre seu ombro esquerdo, e o Shine Tag Team Championship sobre seu ombro direito

  - PWI classificou-a como #8 das 50 melhores lutadoras no PWI Female 50 em 2015[34]
- Pro Wrestling Xtreme
  - PWX Women's Championship (1 vez)
- Shimmer Women Athletes
  - Shimmer Tag Team Championship (1 vez – com Kimber Lee
- Shine Wrestling
- Shine Tag Team Championship (1 vez) – com Kimber Lee
- Total Nonstop Action Wrestling
  - TNA Knockouts Championship (1 vez)[35]